# (15789) 1993 SC
(15789) 1993 SC – planetoida z grupy obiektów transneptunowych.

## Odkrycie
Planetoida została odkryta 17 września 1993 roku przez amerykańskich astronomów Iwana Williamsa, Alana Fitzsimmonsa i Donalda O’Ceallaigha z obserwatorium na La Palma. Nazwa planetoidy jest oznaczeniem tymczasowym.

## Orbita
Orbita (15789) 1993 SC nachylona jest do płaszczyzny ekliptyki pod kątem 5,2°. Na jeden obieg wokół Słońca ciało to potrzebuje ponad 247 lat, krążąc w średniej odległości 39,4 j.a. od Słońca. Jest to plutonek, pozostaje on w rezonansie orbitalnym 3:2 z Neptunem.

## Właściwości fizyczne
(15789) 1993 SC ma średnicę ok. 363 km. Jego jasność absolutna to 6,9m.